# Восточное Харарге

Карта регионов и зон Эфиопии

Восточное Харарге (оромо: Godina Harargee Bahaa) — одна из зон Оромии (регион Эфиопии), названа по расформированной провинции Харарге. На юго-западе граничит с зоной Бале, на западе — с Западным Харарге, на севере — с Дыре-Дауа, на северо-востоке — с регионом Сомали. Штат Харари — анклав, полностью лежащий в границах Восточного Харарге. Административный центр зоны — Харэр.
Крупные города зоны: Асбэ-Тэфэри, Бабиле, Бадесса, Дедер, Харамая, Чинаксен, Фунян-Бира. Высшая точка региона — гора Гара-Мулета. Местные достопримечательности включают Харарский природный заказник и Харамайский университет.
Центральное статистическое агентство страны (ЦСА) указывало, что в 2005 году в Восточном Харарге было произведено 3654 тонн кофе, что составляет 3,17 % объёма производства в регионе и 1,6 % общего объёма кофейного производства в Эфиопии.

## Население
По результатам переписи 2007 года, проведённой ЦСА, в Восточном Харарге проживало 2 723 850 человек, что на 48,79 % больше, чем в 1994 году. Из них 1 383 198 мужчин и 1 340 652 женщины. Площадь зоны — 17 935,40 км², что даёт плотность населения в 151,87 чел/км². Среди жителей 216 943 или 8,27 % проживают в городах, 30 215 или 1,11 % — скотоводы. В 1994 году горожан было 5,35 %. В Восточном Харарге насчитывалось 580 735 домохозяйств (в среднем размером 4,69 человек) и 560 223 единиц жилья.
Наиболее многочисленные этнические группы — оромо (96,43 %) и амхара (2,26 %); остальные в сумме составляют 1,31 % населения. 94,6 % жителей первым языком указали оромо, 2,92 % — сомалийский, 2,06 % — амхарский; другие языки в сумме указали 0,42 % населения. Большинство населения зоны — мусульмане (96,51 %), остальные 3,12 % в качестве вероисповедания указали православие.
Согласно данным Всемирного банка за 2004 год, 3 % населения зоны имели доступ к электричеству, плотность дорожной сети составляла 39,6 км на 1000 км² (среднее значение по стране — 30 км на 1000 км²), у среднего сельского домохозяйства находилось в собственности 0,5 га земли (в среднем по стране — 1,01 га, в среднем по Оромии — 1,14 га) и 0,6 голов скота. Не заняты в сельском хозяйстве 13 % населения (в среднем по стране — 25 %, в среднем в Оромии — 24 %).
Образование получали 53 % детей младшешкольного возраста и 10 % детей, подходящих по возрасту для средней школы. Статистика по здравоохранению следующая: 44 % зоны уязвимы для малярии, но мухи цеце здесь отсутствуют. Отчёт Всемирного банка присвоил району рейтинг засушливости в 367 единиц.